# Tragödie

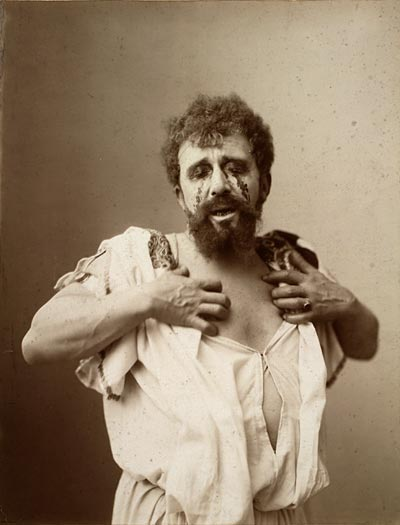
„Tragisches“ Ende von König Ödipus in der Tragödie von Sophokles: Ödipus wird sich seiner Schuld bewusst und sticht sich die Augen aus

Die Tragödie (auch Trauerspiel) ist ein Drama, das mit dem – oft tödlichen – Scheitern des tragischen Helden endet. Im Gegensatz zu sonstigen Formen des Dramas, die eine Handlung mit unterschiedlichen, möglichen Ergebnissen darstellen, ist bei der Tragödie das Ende durch die Ausgangskonstellation schon festgelegt: Der Held ist in unlösbare Konflikte verstrickt, und deshalb ist es gleichgültig, wie er sich entscheidet.
Neben der Komödie ist sie die bedeutendste Vertreterin dieser Gattung. Sie lässt sich bis in das antike Griechenland zurückführen.

## Der Begriff „Tragödie“
Das Wort „Tragödie“ entstammt dem Theater der griechischen Antike und bezeichnet einen „Bocksgesang“ bzw. „Gesang um den Bockspreis“ (griechisch τραγῳδία tragōdía, lateinisch tragoedia). Beim Dionysoskult wurde ein „Komos“ (κῶμος kō̂mos) veranstaltet, ein festlicher Straßenumzug oder eine Prozession mit Gesang, verkleidet mit Maske und Bocksfell (τράγος trágos „[Ziegen-]Bock“), zur Darstellung des Gottes selbst oder der ihn begleitenden Satyrn. So entwickelte sich die Form der Tragödie aus einem im Chor gesungenen Mythos, der Dichtung einer meist heldischen Vergangenheit. Die Chorpartien der erhaltenen Dramen sind Rudimente dieser Urform, der Dialog und die dargestellte Handlung spätere Entwicklungen, in historischer Sicht sekundär. Träger der Handlung im Drama war ursprünglich ein einziger Schauspieler, ein Sprecher, der mehrere Figuren repräsentieren konnte, indem er ihre Reden übernahm. Erst Aischylos führte einen zweiten Schauspieler ein. Das Chorlied entwickelte seine eigene Chorlyrik, es entstanden Spezialformen mit eigenen Bezeichnungen, Hymne, Paian, Dithyrambus, Epinikion, Epithalamium, und andere mehr.
Im Kontext der Tragödie bedeutet „tragisch“ im Gegensatz zur Alltagssprache aber nicht, dass etwas sehr traurig ist, sondern dass jemand aus einer hohen Stellung „schuldlos schuldig“ wird und damit den Sturz über eine große „Fallhöhe“ (siehe Ständeklausel) erlebt, wie zum Beispiel Ödipus, Orestes, Hamlet oder Maria Stuart.
Für Hegel steht nicht der tragische Held, sondern die tragische Kollision im Mittelpunkt der Tragödie. Der Konflikt besteht für ihn „nicht zwischen Gut und Böse, sondern zwischen einseitigen Positionen, von denen jede etwas Gutes enthält“.
Walter Benjamin unterscheidet mit Rückgriffen auf Franz Rosenzweig und Georg Lukács die Tradition des christlichen Trauerspiels von der griechischen Tragödie und kritisiert damit die Idee einer historischen Kontinuität des Sagenstoffes bei Wagner und Nietzsche.
Wichtig ist, dass Walter Benjamin die Tragödie nicht mit dem Trauerspiel gleichsetzt. Nach Aristoteles ist die Tragödie die „Nachahmung einer guten, in sich geschlossenen Handlung mit guter Sprache und Abwechslungsreichtum in der Geschichte“. Hierbei bedient sie sich mythologischer Figuren. Das Trauerspiel jedoch bedient sich geschichtlicher Figuren.

## Wirkung auf den Zuschauer
Die Gattung Tragödie ist wesentlich durch ihre Wirkung auf den Zuschauer bestimmt. Hier unterscheiden sich die vielen Theorien über die Tragödie. Es handelt sich dabei um ein Übersetzungs- und Deutungsproblem der drei Begriffe eleos, phobos und Katharsis aus der Poetik des Aristoteles. In einer aktuellen Übersetzung definiert Aristoteles die Tragödie wie folgt:

„Die Tragödie ist Nachahmung einer guten und in sich geschlossenen Handlung von bestimmter Größe, in anziehend geformter Sprache, wobei diese formenden Mittel in den einzelnen Abschnitten je verschieden angewandt werden. Nachahmung von Handelnden und nicht durch Bericht, die Jammer (ἔλεος éleos) und Schaudern (φόβος phóbos) hervorruft und hierdurch eine Reinigung von derartigen Erregungszuständen bewirkt.“

Die Begriffe eleos und phobos wurden jedoch lange Zeit mit ‘Mitleid’ und ‘Schrecken’ übersetzt. In Gottscheds Poetik wurden diese beiden Übersetzungen um den Begriff ‘Bewunderung’ erweitert, den er von Corneille übernommen hatte. In der Zeit der Aufklärung stellte sich Lessing vehement gegen diese Auslegung und verbannte den bei Aristoteles nicht vorkommenden Begriff Verwunderung wieder. Zudem passte die Übersetzung von phobos nicht in seine Tragödienkonzeption, weshalb er das Wort umdeutete:

„Das Wort, welches Aristoteles braucht, heißt Furcht; Mitleid und Furcht, sagt er, soll die Tragödie erregen.“

Lessings Übersetzung wurde lange Zeit beibehalten, jedoch von der neueren Forschung teils scharf kritisiert, sodass etwa Manfred Fuhrmann eleos und phobos die Begriffe als ‘Jammer’ und ‘Schaudern’ übersetzt.
Noch problematischer ist der Katharsis-Begriff. Selbst bei Aristoteles ist es nicht ganz klar, wie er den Genitiv, der sich auf die Reinigung bezieht, meint. So haben wir es schließlich mit gleich drei zur Wahl stehenden Genitiven zu tun:
1. dem genitivus objectivus (die Reinigung DER Leidenschaften im Sinn einer Intensivierung, um die tragischen Leidenschaften gegenüber anderen herauszustellen);
2. dem genitivus subjectivus (die Reinigung VERMITTELS der Leidenschaften, verstanden als eine sittlich läuternde Verwandlung der Leidenschaften in Tugenden);
3. dem genitivus separativus (die Reinigung VON den Leidenschaften, wobei hier wiederum drei Interpretationen möglich sind:

a. die Reduzierung allzu leidenschaftlicher Empfindung auf ein gesundes Mittelmaß,
b. die Abhärtung gegen die Leidenschaften,
c. die Befreiung von den Leidenschaften im Sinne einer lustvollen Erleichterung).
In der Praxis werden die Gefühle des Zuschauers einer Tragödie oft durch ein geschickt angelegtes Wechselspiel der Ereignisse zwischen der Sympathie mit dem Helden, dem Erschrecken vor dem näher rückenden, unabänderlichen Ende und der immer wieder angeregten Hoffnung auf einen günstigeren Ausgang hin und her gezogen. Um dieses Wechselbad der Gefühle zu erzeugen, wenden die Autoren bestimmte Hilfsmittel an.
Eines dieser Hilfsmittel ist die Einfügung einer possenhaften Szene unmittelbar vor einem wichtigen Ereignis, um die Spannung zu entlasten (Comic relief). Beispiele hierfür sind der Auftritt des Leichenwächters in Sophokles’ Antigone oder der übernächtigte Torwächter in William Shakespeares Macbeth.
Häufig hört man zu Beginn des Spiels die Ankündigung, der „Held“ werde sterben. Damit wird die moralische Wirkung auf den Zuschauer erhöht, denn die Ankündigung wird zwar ernst und in sich glaubwürdig vorgetragen, die weiteren Umstände der Szene bewegen den Zuschauer jedoch dazu, sich selbst zu täuschen und die Voraussage als unsinnig abzutun. Im Prolog von Shakespeares Romeo und Julia wird etwa schon verkündet, dass die Liebenden sterben werden, der Spannung und Dramatik des Stücks tut dies aber keinen Abbruch.

## Geschichte

### Antike Tragödie
→ Siehe auch: Griechische Tragödie
Die Tragödie hat ihre Ursprünge in Griechenland und erlebte dort von 490 bis 406 v. Chr. ihre Blütezeit. Die bedeutendsten Tragödiendichter der Antike waren die Griechen Aischylos (525–456 v. Chr.), Sophokles (496–406 v. Chr.) und Euripides (480–406 v. Chr.). In Die Geburt der Tragödie aus dem Geiste der Musik vertritt Friedrich Nietzsche die Auffassung, dass die Tragödie aus dem rituellen Chortanz des Dionysoskultes entstanden und nach dem Tod von Sophokles und Euripides vom kritischen sokratischen Geist zerstört worden sei.
→ Siehe auch: Römische Tragödie
Die römische Tragödie wurde stark von den großen griechischen Tragödiendichtern beeinflusst. Deren bedeutendste Vertreter waren Quintus Ennius (239–169 v. Chr.) und Lucius Accius (170–90/80 v. Chr.), von denen nur Fragmente überliefert sind, sowie später Lucius Annaeus Seneca (4 v. Chr.–65 n. Chr.). Seneca führte in der Kaiserzeit die römische Tragödie mit 8 überlieferten, ihm zugeschriebenen Stücken zu einer neuen Blüte.

### Französische Klassik
Eine sehr große Rolle spielte die Gattung Tragödie in der Literatur der französischen Klassik des 17. und frühen 18. Jahrhunderts. Ihre bedeutendsten Autoren waren Pierre Corneille, Jean Racine und Voltaire. Nach der von ihnen etablierten Praxis hatte eine Tragödie in fürstlichen Kreisen zu spielen und die drei Einheiten der Zeit, des Ortes und der Handlung einzuhalten. Die Stoffe stammten ganz überwiegend aus der antiken griechischen und römischen Geschichte sowie aus der Mythologie. Versmaß war in aller Regel der paarweise reimende Alexandriner mit „alternance“ d. h. regelmäßigem Wechsel männlicher und weiblicher Reime.

### Bürgerliches Trauerspiel
Im Zuge der Emanzipationsbewegung des 18. Jahrhunderts entstand das Bürgerliche Trauerspiel, das sich vom Zwang nach adeligen Hauptpersonen entfernte und die Tragödie für das Bürgertum erschloss. Als man den Gedanken verwarf, dass nur der Adel die Fähigkeit zum tragischen Erleben habe, eröffneten sich auch neue Thematiken wie der Konflikt zwischen Adel und Bürgertum (Friedrich Schiller, Kabale und Liebe) oder Konflikte innerhalb des Standes (Friedrich Hebbel, Maria Magdalena oder Goethes Faust. Eine Tragödie).